# كارول بوند
كارول بوند (بالإنجليزية: Carroll Bond)‏ هو محامي وقاضي أمريكي، ولد في 13 يونيو 1873، وتوفي في 18 يناير 1943.